# بروك بيرمان
بروك بيرمان (بالإنجليزية: Brooke Berman)‏ هي كاتِبة وكاتبة مسرحية ومؤلفة أمريكية، ولدت في 1969 في ديترويت في الولايات المتحدة.

## وصلات خارجية
- الموقع الرسمي